# Ап Кантрі Лайонз
Спортивний клуб Ап Кантрі Лайонз або просто «Ап Кантрі Лайонз» (англ. Sri Lanka Air Force Sports Club) — ланкійський футбольний клуб з міста Навалапіт'я. Виступає у Прем'єр-лізі Шрі-Ланки, найвищому футбольному дивізіоні країни.

## Історія
Спортивний клуб «Ап Кантрі Лайонз» було засновано 2011 року в місті Навалапіт'я. Виступає у Прем'єр-лізі Шрі-Ланки. У сезоні 2017/18 років посів 12-е місце.

## Стадіон
Домашні матчі проводить на «Джаватхілаке стедіум» у Навалапіт'ї, який вміщує 5000 уболівальників.